# تيكن 5
تيكن 5 (باليابانية: 鉄拳5، بالروماجي: Tekken 5)، هو الإصدار السادس من السلسلة الشهيرة تيكن. ويصادف إصداره الذكرى السنوية العاشرة للسلسلة. تم تطويرها للـبلاي ستيشن بورتبل والـبلاي ستيشن 3 باسم تيكن 5: دارك ريزوركشن وتبعه تيكن 6.

## القصة
مجرد لحظات منذ رحيل جين كازاما عن هون-مارو (الذي كان مكان نهاية الجزء السابق)، بدأت طائرات مروحية بالاقتراب من الدوجو. أوقظ الإزعاج كازويا وهيهاتشي، وبعد لحظات، اخترق سرب من آليي جاك-4 الجدران، هدف الآليين هما كازويا وهيهاتشي، ويستنتج كازويا فورا أنه تم إرسالهم من قبل جي-كوربوريشن، الذين لم يعودوا بحاجة إلى كازويا ويريدون له الموت الآن
تعاون هيهاتشي وكازويا ضد الجاك-4، وأسقطا عشرات من الآليين معاً. ولكن قوة هيهاتشي بدأت بالاستنزاف. كازويا استفاد من هذا، ورمى بوالده نحو الجاك-4، الذين تراكموا عليه بينما تحول كازويا إلى هيأته الشيطانية وهرب منتصراً. بعد ثوان، انفجر هون-مارو. الشاهد الوحيد على الانفجار هو عميل غامض يرتدي ملابس سوداء، معروف باسم ريفن، الذي أعلن عن موت هيهاتشي جهاز اتصاله. هوجم ريفن من قبل آلي جاك-4، لكن ريفن قسمه بسرعة إلى نصفين.
في اليوم التالي، أعلن خبر موت هيهاتشي في العالم (غير معروف للجميع، هيهاتشي لا يزال على قيد الحياة)، والجميع يتوقع نهاية ميشيما زايباتسو. ولكن، تم أخذ الشركة من قبل شخص آخر واستمر العمل كالمعتاد. بعد شهرين، أعلن بدأ بطولة القبضة الحديدية 5.
وفي الوقت نفسه، جين جن كازاما الشيطاني صار هائجاً، وقرر البحث عن الشخص المسؤول عن ذلك بدخوله البطولة. دخل كازويا البطولة أيضاً من أجل معرفة مَن مِن شركة جي-كوربوريشن أرسل آليي جاك-4 من أجل قتله، والانتقام منه.
كما تقدم جين وكازويا خلال البطولة، أخيراً كشف الراعي السري: جنباتشي ميشيما، والد هيهاتشي الذي كان مفقوداً خلال السنوات الخمسين الماضية. كما اتضح، جنباتشي هو المؤسس لميشيما زايباتسو، وكان سيد الفنون القتالية محترم حتى سرق ابنه الجشع، هيهاتشي، الشركة منه وكان له سجن تحت هون - مارو بعد محاولة جنباتشي للانقلاب (وكان هيهاتشي يوجه الشركة نحو الصناعات العسكرية، كان شيئا لا يعتقده جنباتشي صحيحاً). توفي جنباتشي بعد ذلك بوقت قصير بسبب الجوع، إلا أن تولى الشيطان عقله ومنحه الخلود (كما هو حال الجين الشيطاني)، وأطلق سراح جنباتشي عندما دمر آليو جاك-4 هون-مارو.اعتبارا من الآن، فإن جين الشيطان بدأ يستولي على عقل جنباتشي، وأعلن جنباتشي البطولة على أمل أن شخصا ما سوف يقتله ووضع حد لحكمه المرعب حتى قبل أن يبدأ.
في النهاية، جن وصل للدور النهائي، ويواجه جده الأكبر المزود بالطاقة الشيطانية في القتال. وفي نهاية المطاف، تمكن جن من هزيمة جنباتشي، الذي تحول إلى رماد واختفى، تحققت أمتية جنباتشي. جن هو المالك الجديد لشركة ميشيما زايباتسو.

## اللعب
يعود الفضل إلى تيكن 5 في إعادة اللعبة إلى جذورها. باشتمالها على نظام قتال أسرع وأقوى مرونة، رسومات مطورة، وبعض مراحل تيكن اللانهائية. جديدة لتيكن 5 هو نظام السحق الذي يؤثر على ضعف الشخصية في حين الهجوم. على سبيل المثال، في خطوة مع خاصية القفز، مثل هوبكيك، سيكون اللاعب محصناً تماماً خلال معظم الوقت لرسومه المتحركة ضد كل هجمات الخصم المنخفضة.
فإنه يحتفظ أيضاً بمفهوم القذف على الجدار من تيكن 4، لكن العنصر الفعال أقل سهولة للاصطدام وأسهل للدفاع ضده. إصدار المنزل هو تعديل المجمع من نوع ما، كما يحتوي على نسخة الآركيد من تيكن، تيكن 2، تيكن 3 وستار بليد (كلعبة مخفية). تسمح لعبة تيكن 5 للاعبين بتعديل المقاتلين لأول مرة، مما يسمح لهم بتغيير ألوان ملابس المقاتلين، شراء ملابس جديدة (فقط متاح لشخصيات قليلة)، وتزويد بكل ذلك بواسطة المال التي يحصل عليها اللاعب من خلال لعب صيغة القصة، البقاء، الوقت، القصة الجانبية شيطان بالداخل، ومعارك الأركيد.
تيكن 5 يشتمل على لعبة قتال مصغرة، في خط مباشر لـتيكن فورس من تيكن 3 وتيكن 4 باسم شيطان بالداخل. هذه اللعبة تتبع مغامرات جِن كازاما حيث يبحث في شركة جي-كوربوريشن عن معلومات عن أمه المفقودة وإجابات أخرى. حيث تأخذ اللعبة منحى القصة نوعاً ما، لا يسمح للاعب باستخدام اختيارهم من الشخصيات مثل التكرارات السابقة. تستخدم اللعبة نظام أزرار محدود، بإدراج أزرار الإعاقة والقفز فضلاً عن تصغير أزرار الهجوم إلى أزرار «لكم» و«ركل» مبسطة (على الرغم من ذلك، لا تزال بعض من حركات جين القتالية الخاصة يمكن تنفيذها مثل مخلبه الشيطاني). إلى جانب مختلف النماذج القتالية من جاك في اللعبة المصغرة، يجب على اللاعب متابعة أسئلة أساسية عادية من أجل التقدم. هذه الطريقة هي واحدة من طريقتين لفتح شكل اللعب لجسد جن الشيطاني، الشيطان جين.

## الشخصيات

### الشخصيات العائدة
| - باول فينيكس - نينا ويليامز - يوشيمتسو - كازويا ميشيما - مارشال لاو - لي تشاولان - ليه وولونغ - جين كازاما - لينغ شاويو - هوارانغ - كينغ - جوليا تشانغ - برايان فيوري | - كريستي مونتيرو - ستيف فوكس - كريغ ماردك - آنا ويليامز (فتح قفل) - بيك دو سان (فتح قفل) - بروس إرفن (فتح قفل) - وانغ جينري (فتح قفل) - كوما (فتح قفل) - غانريو (فتح قفل) - موكوجين (فتح قفل) - هيهاتشي ميشيما (فتح قفل) - باندا (فتح قفل) - إيدي غوردو (زي بديل لكريستي) |

### الشخصيات الجديدة
| - أسكا كازاما - فينغ ويه - ريفن - جاك-5 (استناداً إلى شخصيات «جاك» أخرى من السلسلة، ولكنه أعطي شكلاً فريداً وحركات قتالية أيضاً، مما يجعله شخصية جديدة بدلاً من كونه شخصية مطورة) | - روجر جونيور (فتح قفل) - ديفل جن (فتح قفل) - جنباتشي ميشيما (يمكن اللعب به فقط بواسطة جهاز غش) |

## التغييرات

### أصوات الشخصيات
في تيكن 5، جعل المطورون بعض الشخصيات تتكلم بلغتها الأصلية؛ الكورية (هوارانغ وبيك دو سان)، والمندرين (وانغ جينري وفينغ وي) أضيفتا إلى الإنجليزية واليابانية. ستيف يتحدث بلغته الإنجليزية البريطانية، وإن كانت عامة إنجليزية. لي تشاولان يتحدث اليابانية أيضاً، بدلاً من الإنجليزية كما في تيكن 4.

### مراحل الأرض المسطحة
تم إزالة الأرض المرتفعة والمنخضة التي كانت موجودة في تيكن 4 من أجل الإصدار الخامس. هذا التغيير جعل اللعب طوال كل مرحلة متشابه عموماً، بعيداً عن أماكن الجدران.

### تعديلات أخرى على مستوى التصميم
بالإضافة إلى إزالة الطابع غير المتكافئ للمراحل في تيكن 4، عاد فريق التصميم لنمط من المراحل السابقة من الألعاب من خلال وجود بعض المراحل من دون حواجز من خلال السماح لها أن تكون بلا حدود التنقل. في المراحل ذات الجدران، المعارك تجري في صناديق متماثلة إلى حد ما دون أي تفاوت في الجدران (مرة أخرى، أزيلت الميزة التي أدخلت في تيكن 4). يمكن أن تتكسر الأرضية إذا اصطدم بها لاعب بقوة كافية. يمكن تصدع جزء واحد فقط من المرحلة في وقت واحد، بأي طريقة.

### تقنيات اللعب
وشملت التغييرات الأخرى على مدى تصميم تيكن 4 إزالة تقنيات التغيير الموضعية (يمكن رمي اللاعب الآخر من خلال الدمج بين اللكمة اليمنى (RP)+الركلة اليمنى (RK) أو اللكمة اليسرى (LP)+الركلة اليسرى (LK) بدلاً من جعل LP+LK من أجل مناورة تغيير المكان؛ فقط ستيف فوكس أعطي هجوم تبديل الموقع)، إعادة القتال الجوي التقليدي (أزالت تيكن 4 القفزات العمودية من أجل نموذج قتال ثلاثي الأبعاد أكثر مرونة) وباستخدام نظام التلاعب أقرب إلى تيكن 3 بدلاً من 4 في تقليل التلاعب الودي في اللعب. كما اضطر المقاتلون إلى أن يبقوا ثابتين إلى بداية الجولة (سمحت تيكن 4 للمقاتلين على التحرك بحرية قبل افتتاح الجولة، من المناسب في هذه اللعبة مع أكثر من موقف يستند إلى تلك اللعبة).

### صيغة شيطان بالداخل
التغيير الوحيد الأكبر هو صيغة «شيطان بالداخل». وهو الإصدار الرابع في سلسلة «تيكن فورس» (الإصداران الأوليان موجودان في تيكن 3 وتيكن 4 على التوالي. الإصدار الثالث أصدر منفصلاً تحت عنوان «موت بالدرجات»). مثل لعبة «موت بالدرجات»، «شيطان بالداخل» تركز على شخصية واحدة فقط، جن كازاما. لعبة البرنامج التقليدي هذه يجب على اللاعب فيها أن يوجه جن في سلسلة من مستويات من أنماط المتاهات وجيوش العدو بأكملها. هذه الصيغة تحوي زعماء، مثل الغول الحقيقي (من تيكن 3)، الذي لايمكن اللعب به في تيكن 5.

### ألعاب أركيد مجانية
شاشة التحميل الافتتاحية تحوي بضع ثوان من لعبة فيديو ثلاثية الأبعاد من أوائل ألعاب نامكو تستند إلى المسافر الفضائي ستار بليد. كما هو حال غالاغا في إصدار بلاي ستيشن من تيكن الأصلي، يمكن للاعبين السيطرة على سفينة الفضاء في العرض التوضيحي. يؤدي الضغط على زر إبدأ - START إلى تحميل تيكن 5. ومع ذلك، يمكن أن يلغى القفل للعب هذه اللعبة كاملة في صيغة أركيد هستوري.
بالإضافة إلى ذلك، يمكن للاعبين أن يلعبوا نسخ الأركيد من ألعاب تيكن الثلاث الأولى. كل لعبة يأتي معها خيار استخدام الشخصيات الافتراضية فقط، أو استخدام الزعماء أو نصف الزعماء أيضاً. شخصيات وحدة التحكم هي التي ليست واردة فقط.

## الرد الحاسم
لاقت تيكن 5 مع استجابة إيجابية حاسمة أساساً. من بين هذه الآراء الإيجابية هم المراجعون من جيم سبوت وآي جي إن، الذين أعطوا تيكن 9.2/10 و9.3/10 على التوالي. تيكن 5 حصلت على نسبة 89% في ترتيب الألعاب ونسبة 88% في ميتاكريتيك حصلت تيكن 5 أيضاً على نسبة 89% في وازاب.
المديح الحاسم للعبة قابله نجاح تجاري. كما في يوليو 2009، بيع ما يقارب 6 ملايين نسخة من تيكن 5..

## تيكن 5: دارك ريزوركشن
حالياً موجودة على ألعاب الأركيد، بلاي ستيشن بورتبل وبلاي ستيشن 3 (عن طريق بلاي ستيشن نتورك) تيكن 5: دارك ريزوكشن هي تطوير لتيكن 5. تم الإعلان عنها رسمياً عرض جاما إيه إم 2005 لكن الأخبار تسربت منه قليلاً. على خلاف تيكن 5.1 التي حاولت أن توازن تيكن 5، فقد أضافت تيكن 5: دارك ريزوركشن مجموعة محتويات جديدة.

## وصلات خارجية
- تيكن 5 على موقع IMDb (الإنجليزية)
- الموقع الرسمي
 (باليابانية)
- تيكن 5 لبلاي ستيشن 2 على جيم سبوت.كوم
- تيكن 5 للأركيد على جيم سبوت.كوم
- تيكن 5 لبلاي ستيشن 2 على موبي جيمز.كوم
- تيكن 5 للأركيد على قائمة القاتل لألعاب الفيديو

| سبقه تيكن 4 | سلسلة تيكن 2004-2007 | تبعه تيكن 5: دارك ريزوركشن |